# One (chanson de Swedish House Mafia)
Pour les articles homonymes, voir One.
Singles de Swedish House Mafia
Leave the World Behind
(2009) Miami 2 Ibiza
(2010)
One est une chanson de groupe de house suédois Swedish House Mafia de leur premier album Until One. Le single est sorti pour la première fois aux États-Unis le 6 septembre 2010. Une version vocale intitulé One (Your Name), mettant en vedette le chanteur américain Pharrell Williams est apparu au Royaume-Uni le 22 mars 2010.
La chanson a fait ses débuts sur la BBC Radio 1, une station de radio britannique, le 19 février 2010. Un mois plus tard la version vocale avec Pharrell Williams a été jouée. One atteint la deuxième place des chartes en Belgique (Flandre) et sur le UK Dance Chart. Il atteint la première place aux Pays-Bas, la septième place en Irlande et sur le UK Singles Chart. Il a également été classé en Suède, en Suisse, au Danemark, en Autriche et en Allemagne.

## Développement

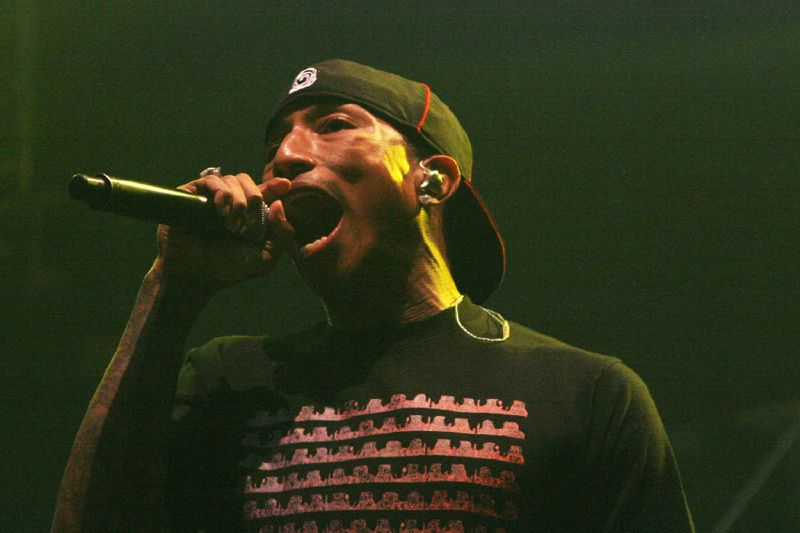
Pharrell Williams sur scène en 2008.

Le morceau One a été écrit et produit par Axwell, Steve Angello, Sebastian Ingrosso. Les paroles de One (Your Name) ont été écrites par Pharrell Williams. Selon Angello, la version vocale a été enregistrée en Australie plus d'un an avant sa publication, et étaient initialement destinées à une autre chanson. Il dit : 

« Nous avons pris cela et il a essayé sur One et cela a fonctionné. [...] C'est le genre old skool, hachant une voix et en le transformant en une chanson de danse. »

— Steve Angello
Selon une interview dans le magazine Future Music (numéro 229), la piste a été composée en utilisant le logiciel Logic Pro mais aussi différents outils tels que Sylenth LennarDigital, Synplant Sonic Charge ou encore Native Instruments Kore (traité avec iZotope Ozone). La voix de Pharrell a été fortement transformée grâce à Melodyne, un logiciel de musique allemand et a finalement été mixée au Metropolis Studios de Londres sur une console SSL.

## Clip vidéo
Le clip est sorti le 13 juillet 2010, la vidéo sort après la découverte du plagiat qu'aurait réalisé David Guetta sur son titre 50 Degrees. Après cette révélation, la Swedish House Mafia sort le clip de la chanson montrant vaguement un DJ à la chevelure blonde qui voudrait ressembler à Guetta et qui organise une soirée. Le personnage montre en live une fausse composition du single sur un Teenage Engineering OP-1. Les paroles de Pharell Williams font références à ce plagiat : « Tu voulais juste me tuer, veux-tu le faire vraiment ? Ou encore mieux reste ici et fais-le. »

## Listes des pistes
| 1. | One | 5:50 |

| 1. | One (Radio Edit) | 2:47 |
| 2. | One              | 5:55 |

| 1. | One (Your Name) (Radio Edit)        | featuring Pharrell | 2:43 |
| 2. | One (Radio Edit)                    |                    | 2:49 |
| 3. | One (Your Name) (Vocal Mix)         | featuring Pharrell | 5:51 |
| 4. | One (Original Mix)                  |                    | 5:51 |
| 5. | One (Congorock Remix)               |                    | 6:15 |
| 6. | One (Your Name) (Caspa Vocal Remix) | featuring Pharrell | 4:11 |
| 7. | One (Caspa Dub Remix)               |                    | 4:11 |
| 8. | One (Netsky Remix)                  |                    | 5:40 |

## Classements et certifications
| Classement (2010)                           | Meilleure position |
| ------------------------------------------- | ------------------ |
| Allemagne (Media Control AG)                | 41                 |
| Autriche (Ö3 Austria Top 40)                | 25                 |
| Belgique (Flandre Ultratop 50 Singles)      | 2                  |
| Belgique (Wallonie Ultratop 50 Singles)     | 6                  |
| Canada (Hot 100)                            | 88                 |
| République tchèque                          | 10                 |
| Danemark (Tracklisten)                      | 23                 |
| Europe Hot 100 Singles                      | 26                 |
| France (SNEP Téléchargement)                | 16                 |
| France (Club 40)                            | 1                  |
| Irlande (IRMA)                              | 7                  |
| Pays-Bas (Nederlandse Top 40)               | 1                  |
| Pologne (Dance Top 50)                      | 2                  |
| Roumanie (Romanian Top 100)                 | 7                  |
| Slovaquie (IFPI Rádio)                      | 4                  |
| Suède (Sverigetopplistan)                   | 11                 |
| Suisse (Schweizer Hitparade)                | 13                 |
| Royaume-Uni (UK Dance Chart)                | 2                  |
| Royaume-Uni (UK Singles Chart)              | 7                  |
| États-Unis (Billboard Hot Dance Club Songs) | 9                  |

| Classement (2010)          | Position |
| -------------------------- | -------- |
| Pays-Bas Classement single | 13       |

| Pays      | Organisme | Certifications |
| --------- | --------- | -------------- |
| Australie | ARIA      | Or             |
| Belgique  | BEA       | Or             |
| Danemark  | IFPI      | Or             |
| Italie    | FIMI      | Or             |
| Suède     | GLIF      | 2 × Platine    |

## Historique de sortie
| Pays  | Date        | Format                 | Label |
| ----- | ----------- | ---------------------- | ----- |
| Suède | 6 juin 2010 | Téléchargement digital | EMI   |

| Pays        | Date            | Format                 | Label  |
| ----------- | --------------- | ---------------------- | ------ |
| Suède       | 27 juin 2010    | Téléchargement digital | EMI    |
| Royaume-Uni | 25 juillet 2010 | Téléchargement digital | Virgin |
| Royaume-Uni | 26 juillet 2010 | CD single              | Virgin |